# Yves Vaillancourt
 (décembre 2014).
Yves Vaillancourt, né le 5 mai 1960 à Montréal (Québec) est un professeur de philosophie québécois. Il enseigne au Cégep Ahuntsic.

## Biographie
Élève de Cornelius Castoriadis et de Robert Misrahi, ses premiers écrits sont pourtant littéraires. En 1990, il publie Un certain été, récit des voyages de ses 20 ans. Son second recueil de récits de voyages, est publié en 2000. 
Viendront ensuite deux romans traitant de l'irruption des mondes virtuels, prenant appui sur le roman Le désert des Tartares de Dino Buzzati, La source Opale (2005) et Mon Nord magnétique (2009), où le personnage principal lui est inspiré par le compositeur Anatoly Orlovsky. Jeux interdits, propose une clé d'interprétation de l’œuvre cinématographique du réalisateur Krzysztof Kieślowski, basée sur la théorie mimétique de René Girard. 
Sa photographie vise à révéler l'expressivité symbolique de la nature. Parmi ses expositions photographiques : Symbiose et Séparation, sous le patronage de Frédéric Back à l'Artothèque de Montréal, en 2008.

## Publications
- 2022 : Souviens toi que tu es vivant, essai, Le Nouvel Athanor, Paris, 2022
- 2021 : Jouer sa vie en la jouant aux échecs, essai, PUL, 2021
- 2020 : L’Évangile selon Bergman, essai, Presses de l’Université Laval et Hermann (France)
- 2019 : Les 25 ans de l’Aplaqa, (Collectif), Perce-Neige, 2019
- 2018 : Le sentiment océanique, essai, Presses de l’Université Laval et Hermann (France)
- 2016 : Jeux Interdits (2ème édition), du Décalogue à la Trilogie de K. Kieslowski, Presses de l’Université Laval et Hermann, France
- 2014 : Les Avatars du Poona party, Éd. Druide, Montréal.
- 2014 : Jeux interdits: essai sur le Décalogue de Kieslowski, Presses de l'Université Laval - repris à Paris chez Hermann.
- 2009 : Mon nord magnétique, roman, Éd. Québec-Amériques.
- 2009 : Le Manifeste et les Manuscrits de 1844 de Marx, essai didactique, Éd. CEC.
- 2008 : Le Prince de Machiavel, essai didactique, Éd. CEC.
- 2007 : Le Principe responsabilité d'Hans Jonas, essai didactique, Éd. CEC.
- 2005 : La Source opale, roman, Éd. Québec-Amériques.
- 2000 : Winter, récits de voyages, Éd. Triptyque.
- 1994 : La condition québécoise, (collectif), essai, VLB, (prix Esdras-Minville).
- 1990 : Un certain été, récits de voyages, Éd. de la Paix.

## Distinctions
- 2021 : Prix Jean-Claude Simard
- 1994 : Prix Esdras-Minville